# Reunión escolar
Reunión escolar (School Reunion) es el tercer episodio de la segunda temporada moderna de la serie británica de ciencia ficción Doctor Who. Se emitió originalmente el 29 de abril de 2006. En él, Mickey Smith se convirtió en acompañante de pleno derecho, y regresaron de forma especial Sarah Jane Smith y K-9. El uso de acompañantes antiguos del Doctor, en particular Sarah Jane y K-9, ya había sido propuesto por primera vez a la BBC desde 2003. Después de la producción de este episodio, Elisabeth Sladen recibió la oferta de protagonizar su propio spin-off, The Sarah Jane Adventures, que también incluyó a K-9 en varias historias.

## Argumento
La narrativa tiene lugar poco tiempo después de los eventos de La invasión en Navidad. En el "Tardisodio" adjunto al episodio, Mickey Smith alerta al Décimo Doctor y a Rose Tyler de que están sucediendo cosas extrañas en un colegio, como avistamientos OVNI. En el colegio, el Doctor se encuentra con su antigua acompañante Sarah Jane Smith y el perro robótico K-9 Modelo III que le mandó, que también fueron allí a investigar interesados por los eventos. Juntos, descubren la fuerza detrás de todo, una raza conocida como los Krillitanes, y trabajan en equipo para evitar que se hagan con el control del universo.

### Continuidad
Reunión escolar es la primera aparición de Sarah Jane Smith y K-9 desde The Five Doctors (1983). También contesta la pregunta de dónde dejó el Doctor a Sarah al final de The Hand of Fear: en Aberdeen. En la pelea entre Sarah y Rose se hace referencia a otras historias: Sarah ha conocido a los Daleks, "montones de robots", monstruos de anti-materia, momias, dinosaurios, y el Monstruo del lago Ness, mientras que Rose ha conocido fantasmas, "Slitheens en Downing Street", el Emperador Dalek, zombis con máscaras de gas, y un hombre-lobo. La frase "Slitheens en Downing Street" la reutilizó después Sarah en Revenge of the Slitheen.

## Producción
La idea del regreso a Doctor Who de Sarah Jane y K-9 la propuso Russell T Davies cuando presentó su propuesta para el regreso del programa en 2003. Aunque el regreso de K-9 no sobrevivió a la producción, el regreso de un acompañante antiguo era una de sus ideas favoritas, y la dejó para desarrollarla en la segunda temporada. Un uso semejante podría mostrar qué le ocurría a un acompañante tras abandonar al Doctor, sin descansar demasiado en el conocimiento de la serie clásica. Era intención de Davies utilizar a Sarah Jane para ello, y aunque Sladen al principio rechazó la petición, pensando que su papel no sería importante, cambió de opinión al darse cuenta de que ella sería el punto central de la aventura. Tras la producción del episodio, le hicieron a Sladen la oferta de un spin-off protagonizado por ella y titulado The Sarah Jane Adventures, cuyo anuncio formal se hizo el 14 de septiembre de 2006.
El episodio pasó por muchos cambios durante la producción: los títulos provisionales fueron Old Friends (Viejos amigos) y Black Ops, esta última versión ambientada en una base de la armada. Davies pidió que el episodio se desarrollara en un colegio, principalmente por simplificar, pero también por su deseo de que el Doctor se disfrazara de profesor de escuela. Además, los Krillitanes al principio iban a llamarse "Krillians" hasta que la BBC descubrió que el nombre estaba registrado, y el nombre de Finch iba a ser originalmente Hector, hasta que la BBC encontró a un profesor de colegio auténtico con ese mismo nombre, y le cambiaron el nombre a Lucas. Al principio, rodaron a K-9 con la luz de los ojos parpadeando en sincronía con su diálogo, de forma parecida a los Daleks, hasta que Phil Collinson vio lo rodado y vetó esta práctica, inconsistente con las apariciones antiguas del perro robótico. También se cortó una escena en la que el cerebro de Milo sufre un "cortocircuito" por la rapidez de las preguntas del Doctor al principio del episodio, aunque después se aludió a esta escena en el episodio.
Se utilizó dos institutos en Gales para el rodaje, Fitzalan High School en Leckwith para la primera conversación entre el Doctor y Finch y para las escenas en el patio, la cocina, la cafetería y la estructura, y Duffryn High School en Newport para el resto del episodio, retrasándose el metraje al encontrar problemas de amianto en la estructura del segundo instituto. Se utilizó a docenas de niños como extras para las escenas en los colegios. La escena de la cafetería se retrasó por problemas de gente borracha y vandálica entre los miembros del público.

## Emisión y recepción
El episodio tuvo una audiencia de 8,3 millones de espectadores, el 12º programa más visto de la semana, con una puntuación de apreciación del 85%. Jacob Clifton de Television Without Pity, dio al episodio una nota de A+ (Sobresaliente alto), y bromeando dijo que "no sabía por qué el Doctor estaba jodido en la lección de física: ya enseñaba física en Coal Hill School en el 63". (en realidad era Ian Chesterton el que enseñaba física y química en ese colegio, como se ve en An Unearthly Child). Ahsan Haque de IGN le dio al episodio un 8,7 sobre 10 ("Genial") y comentó que el episodio tenía "fantásticos momentos de personajes" y "brillantes efectos de CGI", y que "si estás dispuesto a aceptar la historia a lo Scooby-Doo, entonces las fuertes vibraciones nostálgicas presentes en este episodio serán suficientes para elevarlo a la categoría de los que no hay que perderse", y K-9 y Sarah Jane en solitario hacen que el episodio valga la pena verlo para los fanes de la serie clásica. El episodio recibió una nominación para el Premio Hugo 2007 a la Mejor Presentación Dramática en Forma Corta, premio que se llevó precisamente el episodio siguiente, La chica en la chimenea.